# Phyllanthus ramosus
Phyllanthus ramosus är en emblikaväxtart som beskrevs av Vell.. Phyllanthus ramosus ingår i släktet Phyllanthus och familjen emblikaväxter. Inga underarter finns listade i Catalogue of Life.